# Flaga Anguilli
Flaga Anguilli – symbol wyspy Anguilli, będącej jednocześnie terytorium zależnym Wielkiej Brytanii.

## Wygląd
Flaga ma niebieskie tło, w kantonie znajduje się Union Jack, a po prawej stronie herb Anguilli.

## Flaga Gubernatora Anguilli
Oficjalna flaga gubernatora składa się z flagi Wielkiej Brytanii z herbem Anguilli otoczonym wieńcem laurowym w jej centrum. Jest wywieszona w urzędzie, gdzie gubernator ma swoją rezydencję, oraz na każdym samochodzie i łodzi, gdzie składa oficjalną wizytę.

## Historia
Przed 1967 jedyną flagą Anguilli była flaga Wielkiej Brytanii, czyli Union Jack. Rewolucja, która wybuchła w tamtym roku, sugerowała wprowadzenie nowej flagi, zawierającej dwie syreny z muszą pomiędzy nimi, jednak nie została ona nigdy zaakceptowana. Niedługo później zastąpiono ją wersją z dwoma pasami: dolnym (mniejszym) – turkusowym, symbolizującym otaczające morze, a także wiarę, młodość i nadzieję, oraz górnym – białym, reprezentującym pokój i spokój, pośrodku którego znalazły się trzy pomarańczowe delfiny – symbol jedności wytrzymałości i siły. Zataczają one koło, co miało oznaczać ciągłość. Stała się szybko popularna i jest taką do dziś. Wraz z flagą Wielkiej Brytanii były używane przez wiele lat do czasu, gdy gubernator Anguilli Brian Canty zaproponował nową flagę, której projekt wysłał do Londynu, by zaakceptowała ją królowa. Została ona po raz pierwszy użyta 30 maja 1990 i do dzisiaj jest symbolem Anguilli.